# Parafia Świętych Apostołów Piotra i Pawła we Wróblewie
Parafia Świętych Apostołów Piotra i Pawła we Wróblewie – rzymskokatolicka parafia w Wróblewie, należąca do diecezji włocławskiej i dekanatu sieradzkiego II.
Powołana w XIV wieku.